# Leucanopsis truncata
Leucanopsis truncata là một loài bướm đêm thuộc phân họ Arctiinae, họ Erebidae.